# Сборная Германии по регби
Сборная Германии по регби представляет Германию в международных матчах и соревнованиях по регби-15 высшего уровня. По классификации IRB команда является сборной третьего яруса. Немецкие регбисты соревнуются в Европейском кубке наций, в финальной части чемпионата мира команда никогда не играла. Первый матч национальной команды прошёл в 1927 году — соперником выступили французы. Сборная управляется Немецкой федерацией регби.
В сезоне Европейского кубка наций 2007/08 Германия стала победителем дивизиона «2A», что позволило ей принять участие в матчах Первого дивизиона в следующем сезоне. Однако конкуренция в новом турнире оказалась для немцев слишком высокой, они уступили во всех матчах и по итогам сезона выбыли из числа лучших команд. За исключением нескольких спортсменов, выступающих во французских клубах, большая часть игроков сборной обладает статусом любителей. В составе сборной есть легионеры родом из Южной Африки (Рэйнор Паркинсон, Зимбабве (Эдмур Такаэндеса), Франции (Дамьен Тюссак) и уроженцы СССР (рекордсмен сборной по числу игр Александр Видикер, уроженец Костаная).
Одним из главных достижений сборной является завоевание серебряных медалей регбийного турнира на Олимпийских играх 1900 года. Руководство команды заявляло о намерении квалифицироваться уже на чемпионат мира 2015 года, но затем перед сборной была поставлена цель пройти отбор на японский кубок мира 2019 года. В отборочном турнире к чемпионату мира 2015 года Германия едва не совершила сенсацию, чуть не отобрав очки у сборной России.

## Тренеры
| Тренер                     | Годы работы |
| Хельмут Флюгге             | 1959—1969   |
| Клаус Веш                  | 1969—1981   |
| Фриц Рауперс               | 1981—1988   |
| Роберт Антонан             | 1988—1990   |
| Жан-Клод Руто              | 1990—1992   |
| Петер Янусевич             | 1992—2000   |
| Торстен Шиппе              | 2000—2001   |
| Рудольф Финстерер          | 2001—2010   |
| Брюно Столорц              | 2008—2010   |
| Торстен Шиппе              | 2010—2013   |
| Кобус Потгитер             | 2013—2017   |
| Пабло Лемуан               | 2018        |
| Майк Форд                  | 2018—2019   |
| Марк Кульманн (и. о.)      | 2019        |
| Байрон Шмидт и Мелвин Смит | 2020        |
| Марк Кульманн              | 2020—н.в.   |

## Известные игроки
- Александр Видикер, хукер, рекордсмен по числу игр за сборную
- Джимми Кайнхорст[англ.], центр, выступает также за сборную Германии по регбилиг
- Рэйнор Паркинсон, флай-хав, рекордсмен по числу набранных очков за сборную (337), натурализованный южжноафриканец
- Стив Уильямс[англ.], проп, натурализованный австралиец (немец по матери)